# Ciklokros
Ciklokros (angleško cyclocross) je zvrst kolesarstva, pri kateri kolesarji vozijo po krožni progi, večinoma dolžine enega kroga od 2 do 3 km. Na stezi je mnogo naravnih ovir, v obliki voda, blatnih delov steze, padlih dreves, ter tudi umetno postavljenih preprek, kot so razne ograje, bale sena,... Tako postane približno četrtina proge neprevozna, zato morajo tekmovalci tisti del preteči s kolesom v roki. Na samem začetku dirke je tudi postajališče, kjer lahko kolesarji v primeru zelo blatne proge vsak krog uporabijo novo kolo.
Ciklokros je kot obliko tekmovanja leta 1900 uvedel mlad francoski vojak, Daniel Gousseau. Gousseau, ki je kasneje postal generalni sekretar francoske kolesarske zveze, je pogosto vozil svoje kolo po slabo urejenih stezah poleg generala na konju.
Nato je privabil nekaj svojih prijateljev in leta 1902 organiziral prvo francosko državno prvenstvo. Ciklokros je bil do leta 1920 v Franciji precej nepoznan, toda že leta 1924 so organiziralo prvo mednarodno dirko v Parizu, kjer je nastopilo mnogo kolesarjev različnih narodnosti. Večino zasedbe tekmovalcev so predstavljali cestni kolesarji, ki so se s ciklokrosom bavili zgolj zaradi ohranitve vzdržljivosti med zimskim odmorom. Izključno v kros usmerjeni tekmovalci se niso pojavili vse do sedemdesetih let.
Prvo svetovno prvenstvo v krosu je bilo prirejeno leta 1950, medtem ko je bilo prvo državno prvenstvo ZDA šele leta 1975.